# Blut vergisst nicht
Blut vergisst nicht (im englischen Original Spider Bones) ist der dreizehnte Kriminalroman der US-amerikanischen Autorin Kathy Reichs aus dem Jahr 2010 mit der forensischen Anthropologin Dr. Temperance „Tempe“ Brennan als Hauptfigur.  In Blut vergisst nicht arbeitet Tempe an mehreren Mord- und Vermisstenfällen auf Hawaii als Beraterin des Joint POW/MIA Accounting Command (JPAC). Sie schafft es, die Opfer eines Flugzeugabsturz im Vietnamkrieg richtig zu identifizieren, nachdem deren Überreste jahrelang nicht oder falsch zugeordnet wurden. Außerdem arbeitet sie gemeinsam mit der örtlichen Rechtsmedizinerin an den Opfern eines vermeintlichen Haiangriffs, die sich schließlich als Morde im Rahmen eines Bandenkriegs herausstellen.
Die Hauptfigur der Romane, Temperance Brennan, ist auch die Vorlage für die Hauptfigur der Fernsehserie Bones – Die Knochenjägerin.

## Inhalt
Tempe arbeitet in Montreal, Kanada, und in Charlotte, North Carolina, als Beraterin für die örtliche Polizei. In Quebec wird die Leiche eines ertrunkenen Mannes entdeckt, der schnell als John Lowery identifiziert wird. Das Problem ist, dass dieser eigentlich bereits 1968 im Vietnamkrieg bei einem Flugzeugabsturz verunglückt sein sollte. Dr. Temperance Brennan erhält den Auftrag, die Leiche, der damals in seinem Heimatort Lumberton in North Carolina unter dem Namen John Lowery begraben wurde, zu exhumieren.
Auf Wunsch von John Lowerys Vater, Plato Lowery, soll sie auch die weiteren Analysen der Leiche durchführen, die für Militärangehörige wie John Lowery auf einer Militärbasis in Honolulu stattfinden, unter der Leitung des Joint POW/MIA Accounting Command (JPAC). Das JPAC hat die Aufgabe, vermisste Soldaten aus Kriegsgebieten zurückzuholen und, wenn nötig, deren Leichen zu identifizieren. Weil sie keine dringenden Fälle in Montreal und Charlotte zu lösen hat, nimmt sie die Einladung ihres Kollegen Danny Tandler von JPAC an, bei diesem Fall in Hawaii als Beraterin mitzuarbeiten.
Tempe nimmt ihre Tochter Katy mit, die nach dem unerwarteten Tod eines Freundes Zuspruch benötigt, in der Hoffnung, dass ein Aufenthalt auf Hawaii sie auf andere Gedanken bringt. Tempe und Katy erhalten nach kurzer Zeit Besuch von Andrew Ryan, Polizist in Montreal und Tempes Freund und Liebhaber, und dessen Tochter Lily, die sich gerade von einer längeren Drogenabhängigkeit erholen soll. Die Idee von Tempe und Ryan ist eigentlich, dass sich die beiden Mädchen Gesellschaft leisten sollen, aber sie verstehen sich zunächst nicht, freunden sich aber dann an.
Danny Tandler und Tempe analysieren die Leiche, die als John Lowery begraben wurde, und prüfen auch die Akten des Flugzeugabsturzes, bei dem John Lowery verunglückt sein soll. Sie versuchen herauszufinden, welche weiteren Personen in diesem Flugzeug unterwegs waren, und stoßen dabei auf den vermissten Mechaniker Luis Alvarez, dessen Leiche nie gefunden wurde, und einen Zivilisten, Alexander Lapasa. Sie finden außerdem in den Akten Hinweise auf eine unidentifizierte Leiche, die in der Nähe des Absturzorts gefunden wurde und deren Überreste in Hawaii aufbewahrt werden. Zu ihrer Überraschung finden sie bei der Leiche die Militärmarke von John Lowery.
Parallel zu dem Fall John Lowery wird Tempe auf Hawaii zudem noch von der örtlichen Rechtsmedizinerin Hadley Perry gebeten, menschliche Überreste zu untersuchen, die vermutlich Überbleibsel eines Haiangriffes sind. Es handelt sich lediglich um Überreste von zwei linken Beinen, so dass eine Identifizierung schwierig ist. Da die Überreste auf Haiangriffe auf zwei Personen hindeuten, sieht sich Perry gezwungen, den Fundort, einen Strand, für Bade- und Surfgäste zu sperren, was eine unpopuläre Entscheidung ist. Tempe entdeckt bei der näheren Untersuchung eines der Beine Indizien für eine chirurgisch eingefügte Schraube sowie auf ein Tatoo eines örtlichen Verbrecherclans, was es möglich macht, nach Vermissten mit solchen Merkmalen zu suchen und damit eventuell doch mehr über die Umstände des Todes herauszufinden.
Während ihrer Ermittlungen geraten Tempe und die Mädchen in Gefahr: Tempe entkommt nur knapp dem Tod durch Ertrinken, als ihr Auto von einer Küstenstraße abgedrängt wird und ins Meer stürzt, es werden Drohungen geschickt, und Lily entkommt nur knapp einer Entführung und Ermordung. Unter den Ermittlern keimt der Verdacht, dass Tempe zu stark den lokalen Gangs und einem Alexander Lapasa, der mutmaßlich eine Gang in Kalifornien mit illegalen Drogengeschäften geleitet hat, in den Weg gekommen ist.
Ryan, Tempe und Danny Tandler können schließlich das Rätsel rund um den Flugzeugabsturz lösen: Durch einen Trick gelingt es ihnen, Alexander Lapasa aus Kalifornien nach Hawaii zu locken. Tempe identifiziert Alexander Lapasa aufgrund von Fotos und Familieneigenheiten der Lowreys als Reggie Cumbo, Cousin von John Lowery. Reggie ist an der Stelle von John Lowery nach Vietnam in den Krieg gegangen. Als er gemeinsam mit Alexander Lapasa, einem Zivilisten, den Flugzeugabsturz als einziger überlebte, nutzte er die Gelegenheit: Er ermordete Lapasa, legte seine Marke zur Leiche und nahm Lapasas Identität an, um von der Armee zu desertieren und in die USA zurückzukehren. Die Leiche des Mechanikers Luis Alvarez, der ebenfalls mit an Bord des Flugzeugs war, ist dann fälschlich als Lowery identifiziert und beerdigt worden. Alexander Lapasas Leiche ist erst später gefunden worden, konnte niemand zugeordnet werden und verblieb so als unidentifizierte Leiche auf Hawaii. John Lowery war in der Zwischenzeit nach Kanada ausgewandert, wo er in Montreal Jahre später verstarb.
Die beiden Leichenteile, die erst als Haiopfer betrachtet wurden, können aufgrund der Schraube im Beinknochen und des Tatoos als Angehörige einer Gang identifiziert werden, die durch eine lokale Verbrecherbande ermordet und ins Meer geworfen wurden. Der Verdacht, dass ein Hai Menschen gezielt angreift, ist entkräftet, und der Strand wieder freigegeben.
Der Roman endet mit einer Beerdigung des tatsächlichen John Lowery auf einem Grundstück seines Vaters Plato Lowery. An seiner Seite wird Luis Alvarez beerdigt, dem Plato Lowery ein Begräbnis finanziert, nachdem keine weiteren Familienangehörigen von Alvarez gefunden werden konnten.

## Form
Kathy Reichs ist selbst forensische Anthropologin und lässt ihre Kenntnisse über ihre Arbeit in ihre Romane einfließen. In Blut vergisst nicht beschreibt die Autorin ausführlich die Arbeit des Joint POW/MIA Accounting Command (JPAC), das die Aufgabe hat, vermisste Soldaten aus Kriegsgebieten zurückzuholen und, wenn nötig, deren Leichen zu identifizieren. Im Nachwort From the Forensic Files of Dr. Kathy Reichs fügt Reichs noch einige weitere Details hinzu und ordnet die Ereignisse im Roman und die tatsächliche Arbeit des JPAC ein.
Ein weiteres medizinisches Thema, das Reichs den Lesern nahebringt, sind Chimären. Da die Mutter der Romanfigur John Lowery eine Chimäre war, trug sie genetisch unterschiedliche Zellen in sich, was einen DNA-Abgleich mit John Lowerys DNA erschwerte.
Der Titel des Romans ist ein Wortspiel: Spider Bones kann wörtlich Spinnenbeine bedeuten, aber im Roman bezieht sich Spider Bones auf die Knochen, die von John Lowery gefunden wurden, dessen Spitzname Spider war.

## Stellung in der Literaturgeschichte
Spider Bones ist der dreizehnte Roman einer Reihe von Kriminalromanen von Kathy Reichs um die forensische Anthropologin Tempe Brennan. Gemeinsam mit Patricia Cornwell hat Kathy Reichs dem forensischen Kriminalroman seit den 1990er Jahren zu großer Popularität verholfen.

## Rezeption
Publishers Weekly schreibt, dass Reichs erneut ihre Expertise in forensischer Anthropologie nutzt, um eine komplexe Handlung und sich immer weiter entwickelnde Figuren abzuliefern. Gelobt wird die überraschende Wendung am Ende des Buches. Dave Evans hebt im Independent ebenfalls die glaubwürdige Darstellung der Autopsien hervor. Evans kritisiert die schwachen Dialoge und die nicht überzeugende Liebesgeschichte zwischen Tempe und Ryan, lobt aber den Humor der Hauptfigur.
Die forensischen Kriminalromane von Kathy Reichs dienten als Inspiration für die Fernsehserie Bones. Obwohl die Hauptfigur in Bones auch Temperance Brennan heißt, wurden als Vorlage für die Fernsehserie aber eher Aspekte aus Kathy Reichs eigenem Leben verarbeitet. Figuren und Handlungen der Romane, auch die von Spider Bones, spielen in der Fernsehserie keine Rolle.

### Textausgaben
- Kathy Reichs: Spider Bones. Scribner, New York 2010. (englische Originalausgabe)
- Kathy Reichs: Spider Bones. Pocket Books, New York 2011, ISBN 978-1-4391-0240-4. (englische Taschenbuchausgabe)
- Kathy Reichs: Blut vergisst nicht. Übersetzt aus dem Englischen von Klaus Berr. Karl Blessing Verlag, München 2010, ISBN 978-3-89667-324-4. (deutsche Übersetzung)

### Sekundärliteratur
- Spider Bones. In: Publishers Weekly.
- David Evans: Spider Bones, By Kathy Reichs. In: The Independent, 30. Juli 2011.